# 鯊魚俠
《鯊魚俠》（英語：Street Sharks）是一套由1994年9月至1995年5月間，於在美國加拿大電視台聯播系統所播放的動畫。

## 故事
鲨鱼是关于打击犯罪的美国电视系列动画片。它是由DIC娱乐公司制作，播出。双面博士Dr. Paradigm企图通过基因改造技术制造变异军团，征服Fission市。在一次实验中，他成功的将一只龙虾和旗鱼改造成了变异生物，但是却被Bolton博士撞见。Dr. Bolton反对双面博士的研究，却反而成了双面博士的实验对象，被变成了怪物。为斩草除根，双面博士设计抓住了bolton的四个儿子，再他们身上注射了混有鲨鱼基因的药剂。四兄弟并没有因此而死去，反而变成了上半身是鲨鱼，下半身为人身的鲨鱼侠。鲨鱼侠拥有巨大的力量，能够在地底下自由穿行；他们的大嘴具有惊人的咬合力，可以咬断并吞食钢铁、混凝土。后面的故事，就是鲨鱼侠和双面博士的变异军团展开的系列战斗了。

## 人物
鯊魚俠
| 變身前                                 | 變身後                   |
| 約翰·波爾頓 John Bolton                | 大俠歐尼爾 Ripster       |
| 羅伯特·巴比·波爾頓 Robert Bobby Bolton | 飛俠智多星 Blades/Streex |
| 庫普·波爾頓 Coop Bolton                | 肥俠大力丸 Big Slammu    |
| 克林·波爾頓 Clint Bolton               | 鎚俠賈霸 Jab             |

| 台灣 台視 星期一17:00-17:30 | 台灣 台視 星期一17:00-17:30             | 台灣 台視 星期一17:00-17:30 |
| --------------------------- | --------------------------------------- | --------------------------- |
|                             | 鯊魚俠 （1996年8月26日－1997年5月26日） |                             |
| 元氣爆發                    | —                                       |                             |